# Botanischer Garten Kiew
Der Botanische Garten „A. W. Fomin“ in Kiew (BGK) (ukrainisch Національний Ботанічний сад ім. О. В. Фоміна/ Nazionalnyj Botanitschnyj Sad A. W. Fomin; russisch Ботанический сад им. А. В. Фомина) wurde 1839 als Abteilung der Fakultät Biologie der damaligen Wladimir-Universität eröffnet. Er belegt eine Fläche von 22,7 ha. Zur Unterscheidung zu dem ebenfalls in Kiew seit 1936 vorhandenen Botanischen Garten „M. M. Hryschko“, der der Nationalen Akademie der Wissenschaften untersteht, wird die hier dargestellte Gartenanlage auch Alter Botanischer Garten genannt. Er erhielt 1936 den Namen seines langjährigen Direktors Alexander Wassiljewitsch Fomin. Der Garten enthält nunmehr rund 10.000 Pflanzenarten, darunter auch 143 in der Roten Liste eingetragene.

## Geschichte

### Entstehung und erste Aufgaben
Der für den Bau der Kiewer Universität tätige Architekt Vincent Beretti hatte bereits die Schaffung eines Botanischen Gartens in den Tälern und auf den Höhen der Umgebung der Lehranstalt angeregt. So wurden schon 1829 die ersten 513 Pflanzen aus der Sammlung des Kremenetzki-Lyzeums (heute Kremenetzki Pädagogisches Institut) auf den unbebauten Flächen ausgebracht. Etwa fünf Jahre lang ruhten wegen Geldmangels alle weiteren Arbeiten. Dann konnte der namhafte Botaniker Ernst Rudolph von Trautvetter für die Einrichtung der Gartenanlage und der deutsche Architekt Max Laufer für die Bauten gewonnen werden. Als offizielles Gründungsdatum gilt der 22. Mai 1839, an dem Trautvetter die erste Neupflanzung vornahm. Inzwischen waren aus Samenspenden anderer botanischer Gärten des damaligen Russischen Kaiserreiches weitere Pflanzen gezüchtet worden oder wurden direkt nach Kiew geliefert. Auch tropische und subtropische Pflanzen wurden in neu gebauten Gewächshäusern angesiedelt. Zur Gestaltung der Anlage gliederte man die Landschaft terrassenförmig; die wichtigsten Bauarbeiten waren 1850 abgeschlossen. Trautvetter wurde zum Direktor des Botanischen Gartens berufen. 1841 erhielt der Park die offizielle Anerkennung (Dauerstatus). Er diente der Kiewer Wladimir-Universität zunächst vor allem zu Forschungs- und Lehrzwecken. Im Jahr 1852 weist das Bestandsbuch des Botanischen Gartens 25.416 Bäume und 419 Sträucher aus.
Gleichzeitig mit der Gründung des Botanischen Gartens eröffnete eine wissenschaftliche Spezialbibliothek, die mittlerweile (Stand um 2009) mehr als 40.000 Bücher und Zeitschriften über die Botanik und andere Zweige der Biologie bereithält. Erster Hauptgärtner des Botanischen Gartens war der, wie Trautwetter ebenfalls deutschstämmige, Johann Heinrich Hochmuth.

### Direktoren des Botanischen Gartens
- 1835–1852: Ernst Rudolph von Trautvetter
- 1852–1879: A. S. Rogowitsch
- 1879–1894: Johannes Theodor Schmalhausen (Иван Фёдорович Шмальгаузен)
- 1894–1914: Sergei Gawrilowitsch Nawaschin
- 1914–1935: Alexander Wassiljewitsch Fomin
- 1935–2007: nicht bekannt
- ab 2008: Igor Juriowitsch Kostikow (Direktor des Botanischen Instituts der Universität)

### Der Botanische Garten im 20. Jahrhundert

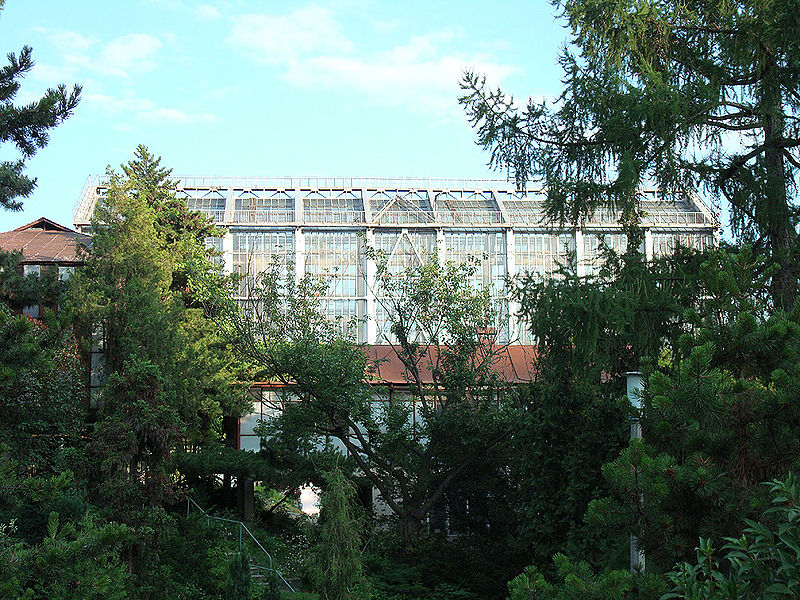
Eines der Gewächshäuser im „Fomin“-Garten

Im Zeitraum 1908 bis 1913 diente das Gelände bis zur Einweihung einer eigenen Einrichtung auch als Zoologischer Garten.
Unter dem Direktor Fomin konnten trotz des Ersten Weltkriegs und des Bürgerkrieges die Bestände des Gartens weitestgehend erhalten werden, sogar drei neue Gewächshäuser kamen in dieser Zeit hinzu.
Nach dem Tod Fomins im Jahr 1935 verlieh die Städtische Universität dem Botanischen Garten den Ehrennamen „A. W. Fomin“.
In den Jahren 1941 bis 1943, als die deutsche Wehrmacht im Zuge des Zweiten Weltkrieges Kiew besetzt hielt, gingen zahlreiche wertvolle Pflanzen zugrunde oder wurden nach Deutschland verbracht. Bereits 1944 konnten Reparaturen an den Gebäuden vorgenommen werden und Neupflanzungen erfolgen. Der Universitäts-Garten wurde öffentlich zugängig.
Der Sowjet der Ukrainischen SSR erklärte den „Fomin“-Garten 1960 zum Nationalen Kulturdenkmal und stellte ihn damit unter Schutz.
1977 wurde auf dem Areal des Botanischen Gartens das damals weltweit größte Gewächshaus mit 30 Metern Höhe und einer Fläche von 10.000 Quadratmetern eingeweiht. Hier wächst die (Stand 2007) mit über 200 Jahren älteste Palme Europas.
Der 1991 gegründete unabhängige Ukrainische Staat übernahm die Universität in Kiew und die daran angeschlossenen Einrichtungen in sein Eigentum.

### Im 21. Jahrhundert
Ende 2009 wurde ein Bestand von rund 10.000 verschiedenen Pflanzenarten angegeben. Der BGK erfüllt in der heutigen Zeit wichtige Aufgaben hinsichtlich Erhaltung und Erforschung seltener und bedrohter Pflanzenarten, Einführung, Akklimatisierung und Züchtung von Pflanzen und vieles andere mehr. Ein neues Gewächshaus wurde 2010 fertiggestellt.
Im Jahr 2004 wurde ein auf dem Territorium vorhandenes Gebäude als Museum zur Geschichte dieses Botanischen Gartens umgestaltet. Die Ausstellung präsentiert mehr als 20 Herbarbelege und mehr als 2000 Exponate höherer und niederer Pflanzen. Das Museum zeigt auch wissenschaftliche Arbeiten des Akademiemitglieds S. G. Nawaschin und anderer bedeutender Kiewer Botaniker. Es dient darüber hinaus als Wissenschafts- und Bildungszentrum, seine Mitarbeiter beteiligen sich am Lehrbetrieb oder organisieren Führungen durch die verschiedenen Bereiche der Gartenanlage.
Anlässlich des 170-jährigen Bestehens des Alten Botanischen Gartens fand im Jahr 2009 eine internationale wissenschaftliche Konferenz von Botanikern in Kiew statt.

## Lage und Beschreibung der Anlage
Das parkähnliche Areal wird begrenzt durch den Taras-Schewtschenko-Boulevard im Norden, der Wolodymyrska-Straße im Osten, dem Straßenzug Wietrowa / Tolstoi-Straße im Süden und der Komintern-Straße.
Der gesamte Botanische Garten wird in vier wesentliche Forschungsbereiche aufgeteilt, dazu gehören (1) Dendrologie, (2) Strauchkunde, (3) tropische und subtropische Pflanzenwelt sowie (4) Pflanzenphysiologie und Biologie der Pflanzen. Untersetzt werden diese Gebiete durch acht wissenschaftliche Abteilungen, denen jeweils ein Kurator vorsteht.

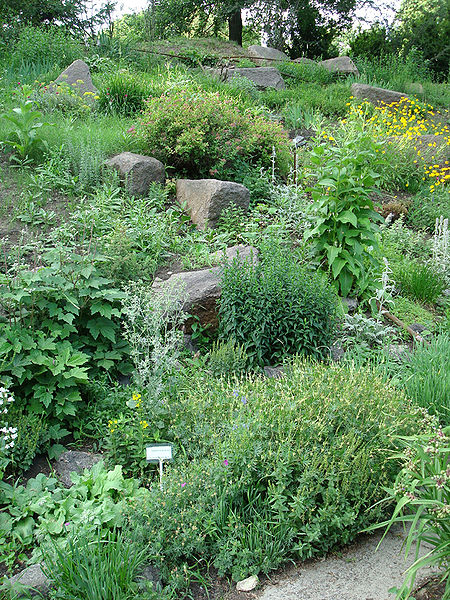
Der Steingarten

Der Haupteingang („Propyläen-Eingang“) am Schewtschenko-Boulevard nahe der Metrostation Universität wird durch ein kleines tempelartiges Bauwerk markiert. Von hier aus verlaufen unregelmäßig angelegte Wege in die wichtigsten Bereiche der Anlage wie Nadelbaumpflanzungen, seltene und gefährdete Bäume, Zierpflanzen, Blumen, Steingartenpflanzen, Flora der Ukraine, Europas, Mittelasiens und Nordamerikas, Heilpflanzen.